# 怀朔镇 (北魏)
怀朔镇，是中國歷史上南北朝時北魏防衛柔然的六大軍鎮之一。
延和二年（433年），魏太武帝击破柔然，置归降之人在漠南置镇，原名失载，后改名怀朔镇，在今内蒙古自治区固阳县西南梅令山古城，一说在今固阳县东北白灵淖尔乡城库伦古城。与沃野镇、怀荒镇、武川镇、抚冥镇、柔玄镇并称六镇，是六镇中从东到西第五镇。位于昆都仑沟河谷峡口处，今昆都仑沟河谷为古代阴山南北重要交通要道之一，北魏与柔然间的军事活动经常取道于怀朔镇。太和十六年（492年），北魏以怀朔镇将阳平王元颐，镇北大将军陆叡为都督，督十二将、步骑十万，分三道击柔然。孝昌元年（525年），怀朔镇被破六韩拔陵起义军攻破。镇民高欢等投奔柔玄镇，跟从杜洛周起义。孝昌元年（528年），改怀朔镇为朔州。